# Nemanja Miletić (fotbalist născut în ianuarie 1991)
Nemanja Miletić (în sârbă Немања Милетић; n. 16 ianuarie 1991), cunoscut și sub numele de Nemanja R. Miletić, este un fotbalist sârb care joacă pe postul de fundaș pentru Partizan și este component al echipei naționale a Serbiei. El joacă în egală măsură atât ca fundaș central cât și ca fundaș dreapta.

## Cariera pe echipe

### Sloga Kraljevo

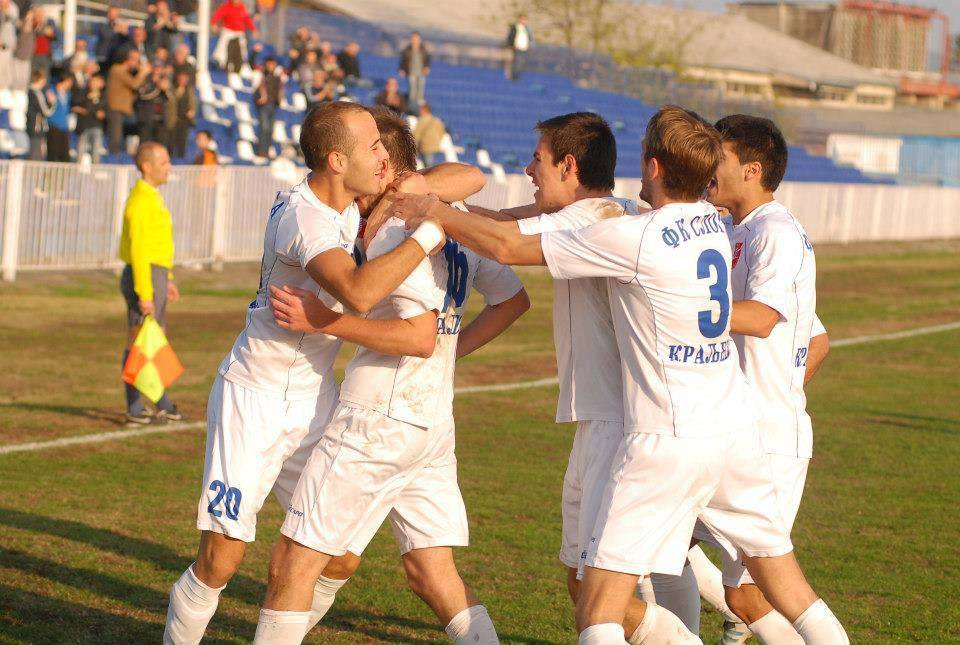
Miletić (primul din stânga) sărbătorind un gol cu coechipierii de la Sloga Kraljevo

Născut la Lešak, Miletić a început să joace fotbal la Bane înainte de se muta la Sloga Kraljevo ca adolescent. El a debutat în prima repriză în returul celui de-al doilea eșalon al fotbalului sârb, sezonul 2009-2010, în care a jucat două meciuri, intrând pe teren din postura de rezervă. În sezonul următor, Miletić i-a ajutat să câștige Liga Serbiei de Vest și să obțină promovarea în al doilea eșalon. A devenit titular, jucând în peste 100 de meciurii în următoarele trei sezoane (2011-2014).

### Borac Čačak
După ce a dat probe la Voivodina care a decis să nu-l păstreze, Miletić a semnat cu Borac Čačak în 2014, care juca în Superliga Serbiei. În sezonul său de debut a fost mai mult rezervă, făcând 16 apariții în campionat și ajutându-și clubul să evite  retrogradarea. În sezonul următor, Miletić a devenit titular sub conducerea lui Nenad Lalatović, ajutându-i să obțină cea mai bună clasare din istorie în campionat, echipa sa reușind să se claseze pe locul al doilea după primele 17 etape. Cu toate acestea, el a cerut rezilierea contractului la sfârșitul lunii noiembrie 2015 pentru mai multe salariile neplătite, alături de câțiva coechipieri. Borac a reușit să o elimine pe Steaua Roșie Belgrad în optimile Cupei Serbiei, într-o victorie istorică scor 5-1. În ianuarie 2016, Miletić a iertat o parte din datoria pe care clubul o avea față de el pentru a fi lăsat liber de contract și pentru a semna cu Voivodina.

### Voivodina
În ianuarie 2016, Miletić a semnat cu Voivodina din Superliga până în iunie 2018. A fost adus la Voivodina la insistențele fostului său antrenor Lalatović, alături de Dušan Jovančić. Miletić a fost titular pentru tot restul sezonului, marcând o dată în 16 meciuri de campionat.

### Westerlo
După ce a jucat regulat pentru Voivodina în deschiderea sezonului, Miletić a fost transferat la clubul belgian Westerlo la sfârșitul lunii august 2016. El a semnat un contract pe doi ani cu o opțiune pentru încă un an. Pe parcursul primei ligi belgiene, sezonul 2016-2017, Miletić a jucat în 20 de meciuri, dar nu a reușit să o ajute pe Westerlo să evite retrogradarea.

### Partizan

#### Sezonul 2017-2018
La sfârșitul lunii iunie 2017, Miletić s-a întors în Serbia și a semnat cu Partizan, fiind adus de la Westerlo în schimbul sumei de transfer de 350.000 €. El a semnat un contract pe trei ani cu clubul și a ales să poarte tricoul cu numărul 73. Miletić și-a făcut debutul oficial la Partizan pe 22 iulie, jucând 90 de minute în primul meci de campionat, cel cu Mačva Šabac, câștigat de Partizan cu scorul de 6-1 acasă. A marcat primul gol pentru club în sferturile de finală ale Cupei Serbiei împotriva lui Javor Ivanjica la 14 martie 2018, ajutându-și echipa să câștige cu 2-0, ceea ce i-a permis să avanseze până în semifinalele competiției. Partizan avea să câștige competiția, învingând-o pe Mladost Lučani cu 2-1 în finală.
Miletić și-a încheiat sezonul de debut ca al doilea cel mai folosit jucător al echipei, cu 50 de meciuri în toate competițiile, ajutând-o pe Partizan să avanseze în șaisprezecimile UEFA Europa League după 13 ani. El a fost, de asemenea, numit în echipa sezonului pentru forma bună și constanța sa din meciurile de campionat.

#### Sezonul 2018-2019
La 2 august 2018, Miletić a marcat primul gol în competițiile UEFA, într-un meci încheiat împotriva clubului lituanian Trakai într-o remiză la egalitate scor 1-1 în a doua etapă a celei de-a doua runde de calificare a Ligii Europei. De asemenea, el a egalat scorul la 1-1 într-o eventuală victorie scor 3-2 în partida cu echipa daneză Nordsjælland care a avut loc două săptămâni mai târziu în returul celei de-a treia runde de calificare. La 30 septembrie, Miletić a înscris primul gol în campionat pentru Partizan, marcând golul de 2-2 în finalul meciului din deplasare cu Radnički Niš.

## Cariera la națională
La începutul lunii octombrie 2018, antrenorul Serbiei, Mladen Krstajić, l-a convocat pe Miletić înaintea meciurilor din Liga Națiunilor UEFA cu Muntenegru și România. El și-a făcut debutul internațional în cel de-al doilea meci, intrând în locul lui Milan Rodić, în a doua repriză, într-o remiză fără gol de pe Arena Națională.

## Statistici

### Club
Până în 29 aprilie 2019 
| Club           | Sezon         | Campionat | Campionat | Cupă    | Cupă   | Continental | Continental | Total   | Total  |
| Club           | Sezon         | Meciuri   | Goluri    | Meciuri | Goluri | Meciuri     | Goluri      | Meciuri | Goluri |
| -------------- | ------------- | --------- | --------- | ------- | ------ | ----------- | ----------- | ------- | ------ |
| Sloga Kraljevo | 2009–2010     | 2         | 0         | —       | —      | —           | —           | 2       | 0      |
| Sloga Kraljevo | 2010–2011     | 22        | 2         | 0       | 0      | —           | —           | 22      | 2      |
| Sloga Kraljevo | 2011–2012     | 31        | 0         | —       | —      | —           | —           | 31      | 0      |
| Sloga Kraljevo | 2012–2013     | 29        | 0         | 1       | 0      | —           | —           | 30      | 0      |
| Sloga Kraljevo | 2013–2014     | 29        | 1         | 1       | 0      | —           | —           | 30      | 1      |
| Sloga Kraljevo | Total         | 113       | 3         | 2       | 0      | —           | —           | 115     | 3      |
| Borac Čačak    | 2014–2015     | 16        | 0         | 1       | 0      | —           | —           | 17      | 0      |
| Borac Čačak    | 2015–2016     | 20        | 1         | 2       | 0      | —           | —           | 22      | 1      |
| Borac Čačak    | Total         | 36        | 1         | 3       | 0      | —           | —           | 39      | 1      |
| Vojvodina      | 2015–2016     | 12        | 1         | 1       | 0      | 0           | 0           | 13      | 1      |
| Vojvodina      | 2016–2017     | 4         | 0         | 0       | 0      | 8           | 0           | 12      | 0      |
| Vojvodina      | Total         | 16        | 1         | 1       | 0      | 8           | 0           | 25      | 1      |
| Westerlo       | 2016–2017     | 20        | 0         | 0       | 0      | —           | —           | 20      | 0      |
| Partizan       | 2017–2018     | 33        | 0         | 6       | 1      | 11          | 0           | 50      | 1      |
| Partizan       | 2018–2019     | 25        | 3         | 3       | 0      | 7           | 2           | 35      | 5      |
| Partizan       | Total         | 58        | 3         | 9       | 1      | 18          | 2           | 85      | 6      |
| Total carieră  | Total carieră | 243       | 8         | 15      | 1      | 26          | 2           | 284     | 11     |

### La națională
| Echipa națională | An    | Meciuri | Goluri |
| ---------------- | ----- | ------- | ------ |
| Serbia           | 2018  | 1       | 0      |
| Total            | Total | 1       | 0      |

## Titluri

### Club
Sloga Kraljevo
- Liga de vest a Serbiei : 2010-2011 [7]

Partizan

### Individual
- Echipa sezonului în Superliga Serbiei: 2017-2018,[12] 2018-2019